# Selena Steele
Selena Steele (Los Angeles, 17 de janeiro de 1961) é uma atriz pornográfica e dançarina estadunidense. Já usou em seus filmes o nome "Selena Steel".

## Biografia
Nos anos 80 foi dançarina em clubes de striptease. Começou no cinema pornô no ano de 1988 e fez até 1994 por volta de 40 filmes alternando-se entre os clubes e os sets de filmagem.
Praticamente despareceu da indústria pornô após o ano de 1994 voltando a atuar em 2000 participando esporadicamente em produções voltadas principalmente para a internet.

## Filmografia parcial
- My Friend's Hot Mom (Naughty América)
- My First Sex Teacher (Naughty América)
- Aces In The Holes
- 40 Something Xtra # 2
- Cheerleader School
- Desperate Mothers & Wives # 3
- Sorority Sex Kittens # 6
- Steele Butt
- A Wolf's Tail

## Prêmios

### AVN (Adult Video News)
- 1992 - Melhor Atriz Coadjuvante (Video) - Sirens[1]
- 2007 – Hall da Fama[2]

### XRCO (X-Rated Critics Organization)
- 2003 - Hall da Fama[3]

### Outros
- 2003 - FOXE Awards - Vixen